# Президентская кампания Геннадия Зюганова (1996)
Президентская кампания Геннадия Зюганова на выборах 1996 года началась де-юре 15 февраля 1996 года, в один день с кампанией действовавшего президента Российской Федерации Бориса Ельцина. Зюганов был выдвинут партией КПРФ, лидером которой он являлся. По всем предвыборным опросам Зюганов шёл на уверенном первом месте, однако команда Ельцина предприняла серьёзные меры для дискредитации Зюганова накануне выборов, сведя его присутствие в прессе к минимуму и организовав его фактическую демонизацию. Несмотря на то, что Зюганов набрал в первом туре 32,03 % голосов и вышел во второй тур с небольшим отставанием от Ельцина, во втором туре он набрал 40,31 % голосов и проиграл президентские выборы. В российском обществе до сих пор распространены мнения о том, что команда Ельцина неоднократно нарушала предвыборное законодательство и правила голосования, лишив Зюганова победы на выборах.

## Сбор коалиции
Коммунисты вступили в президентскую гонку некоторое время спустя после выборов в Государственную думу 1995 года, когда прошедший 11—12 января 1996 года пленум ЦК КПРФ поддержал кандидатуру Геннадия Зюганова. Выдвинуть его было решено как единого претендента от «народно-патриотических сил», включавших в себя и умеренных националистов. Задача создать широкую коалицию стояла перед Алексеем Подберёзкиным и его движением «Духовное наследие»: его силами и была создана инициативная группа, выдвинувшая Зюганова. К коалиции в поддержку кандидата присоединились СКП—КПСС во главе с Олегом Шениным, Аграрная партия Михаила Лапшина, группа «Народовластие», общество «Российские ученые социалистической ориентации» (РУСО), Всероссийское офицерское собрание во главе с Владиславом Ачаловым, Алевтина Апарина и её Всероссийский женский союз, режиссёр Станислав Говорухин, танцор Махмуд Эсамбаев, актёры Людмила Зайцева, Аристарх Ливанов, Николай Бурляев. Поддержали Зюганова также несколько человек, которые формально выдвигались как кандидаты в Президенты России — глава «Трудовой России» Виктор Анпилов, лидер движения «Держава» и бывший вице-президент РФ Александр Руцкой, депутат Государственной думы и Герой Социалистического труда Пётр Романов, председатель Союза офицеров Станислав Терехов и председатель Законодательного собрания Кемеровской области Аман Тулеев, шедший также как резервный кандидат на случай отказа Зюганова. Из других политических деятелей в поддержку Зюганова высказались лидер Российского общенародного союза и вице-спикер Госдумы Сергей Бабурин, генерал армии Валентин Варенников и часть высокопоставленных иерархов РПЦ. Финансирование кампании осуществлялось силами представителей крупного бизнеса, среди которых фигурировали и некоторые олигархи. С точки зрения Подберёзкина, для Зюганова было крайне важным заручиться поддержкой и некоммунистической элиты, хотя позже в этой коалиции наметились расколы и недовольства из-за его предвыборной программы. По словам Зюганова, в его команду в случае победы должны были войти Николай Кондратенко, Василий Стародубцев и Николай Харитонов, а премьер-министром должен был стать Юрий Маслюков. В его пользу играла и численность КПРФ: 530 тысяч членов в 20 тысячах партийных ячейках могли выступать добровольными агитаторами, также помощь ему оказывали члены фракции КПРФ в Думе и главы регионов. Так, из 89 глав регионов 49 поддержали Ельцина, а 40 — Зюганова; за время кампании Зюганов совершил поездку по 79 регионам, хотя не все губернаторы от КПРФ единодушно поддерживали его кандидатуру.

## Давосский форум
1 февраля 1996 года в Давосе начался международный экономический форум, на котором выступил Зюганов, впервые заговорив о своей предвыборной программе. Среди пунктов программы, перечисленных в его предложениях, фигурировали такие варианты развития российской экономики, как модель смешанной экономики (у государства находятся ключевые отрасли промышленности и сельского хозяйства, а сфера услуг и торговля отдана частному предпринимательству), устранения нарушений при приватизации предприятий, поддержка долгосрочных связей с зарубежным инвесторами и жёсткая борьба против экономических преступлений (в том числе и запрет на искусственное банкротство предприятий). Он поддержал мирное разрешение конфликта в Чечне, но выступил решительно против вывода войск, опасаясь, что ЧРИ сочтёт это за слабость федеральных властей. На фоне большого количества интервью зарубежной прессе в дни форума мировая экономическая и политическая элита уже стала считать его фактическим преемником Ельцина: отчасти это было потому, что он обещал не проводить никаких революционных изменений на большевистский манер, а выступал за развитие партнёрских отношений с Западом, поддерживая выступление своей партии «на рынке мнений в свободной демократической системе».
Примерно в это же время началась кампания против Зюганова, организованная сторонниками Ельцина, в том числе олигархами, для которых ведение переговоров с ним было недопустимым. В частности, Анатолий Чубайс выступал против любой национализации и поддержки реального сектора экономики, утверждая, что это обернётся если не реставрацией командно-административной системы, то как минимум серьёзным дефицитом бюджета; также Чубайс обвинил Зюганова в лицемерии и двуличности, заявив, что он использует два типа риторики — для общения с Западом и для внутреннего употребления. Александр Коржаков в беседе с В. И. Зоркальцевым, членом Президиума ЦК КПРФ и переговорщиком от имени Зюганова, прямо заявил, что после 70 лет диктатуры КПСС команда Ельцина не намерена позволить коммунисту снова стать во главе государства: в лучшем случае сторонники Ельцина могли доверить ему только пост премьер-министра. По оценке того же Коржакова, Зюганов уступал Ельцину в плане финансов, но выигрывал в плане организации. Борис Березовский вспоминал, что идею об объединении олигархов для поддержки Ельцина ему подал Джордж Сорос, предупредив, что если Березовский не покинет Россию и будет «цепляться за свои деньги» до последнего момента, то от него избавится Зюганов в начале своего президентства.

## Ход кампании

### Предвыборная программа Зюганова
15 февраля Зюганов официально объявил о выдвижении своей кандидатуры на пост президента, заявив, что принимает вызов, брошенный действующим президентом России. 17 февраля, выступая на IV Всероссийской конференции КПРФ, Зюганов изложил «основу программы будущего коалиционного правительства», а официальную программу представил 17 марта, в пятилетнюю годовщину референдума о сохранении СССР. По словам Зюганова, его программа заняла «два газетных разворота». Стратегический замысел всей кампании Зюганова состоял в создании широкой левоцентристской оппозиции, а программа представляла собой «альтернативный курс» развития страны, отличавшийся от политики Ельцина и предусматривавший три этапа:
- первый этап (1996—1997) — создание «правительства народного доверия» из авторитетных специалистов, подобранных по принципу профессиональной компетентности, поддерживающих основные положения нового экономического курса. Главные усилия сосредотачиваются на преодолении разрушительных деформаций экономики — дефицит оборотного капитала, платёжный кризис и диспартитет цен. Ожидалось, что будут устранено несоответствие структуры цен и урегулировано соотношение цен на энергоносители и иные ценообразующие товары (в том числе транспортные тарифы).
- второй этап (1998—2003) — наращивание темпов производства за счёт вовлечения незагруженных производственных мощностей и ускоренного наращивания капитальных вложений. Основной источник финансовых средств — доходы от восстановленного производства, для чего требовалось повысить рентабельность производства и снизить в продукции долю пустых затрат.
- третий этап (2004—2010) — освоение технологий постиндустриальной эпохи и вхождение России в мировой рынок. Для этого требовалось повышение регулирующей роли государства в экономике, коренное изменение бюджетной политики, восстановление расширенного воспроизводства в агропромышленном комплексе и обеспечение производственной безопасности страны. Необходимыми мерами были технологический прорыв, целенаправленная подготовка высококвалифицированных кадров и увеличение расходов на образование.

Так называемое правительство народного доверия должно было восстановить социальную справедливость путём создания стимулов для активной производственной, научной, творческой, общественной и предпринимательской деятельности при снижении разброса доходов до социально безопасного, а также формирования системы социальных ценностей и стимулов, ориентирующих граждан на активный общественно-полезный труд и товарищеское общежитие, справедливую оплату по результатам труда. В программе предусматривались гарантия гражданам прав «на труд, отдых, жилище, бесплатное образование и медицинское обслуживание, достойную старость», компенсации потерянных в результате финансовых реформ сбережений и принятие мер по политике протекционизма в поддержку отечественного производителя. Прямого отрицания рыночной экономики в программе не было, признавалась лишь возможность «там, где это необходимо, принять меры прямого государственного регулирования».
Программу подвергли критике РПК и РКРП за недостаточную радикальность по отношению к ельцинским реформам; от антикоммунистических кругов программу критиковали за лозунги реставрации Советского Союза. Так, газета «Магнитогорский металл» утверждала, что партия намеревалась в ходе реализации программы вернуть себе бывшую собственность и национализировать предприятия под флагом ликвидации последствий «чубайсизации», а также изменить финансовые потоки и обязать коммерческие банки считаться с указаниями центрального правительства, тем самым построив китайскую модель общества.

### Информационные ресурсы КПРФ

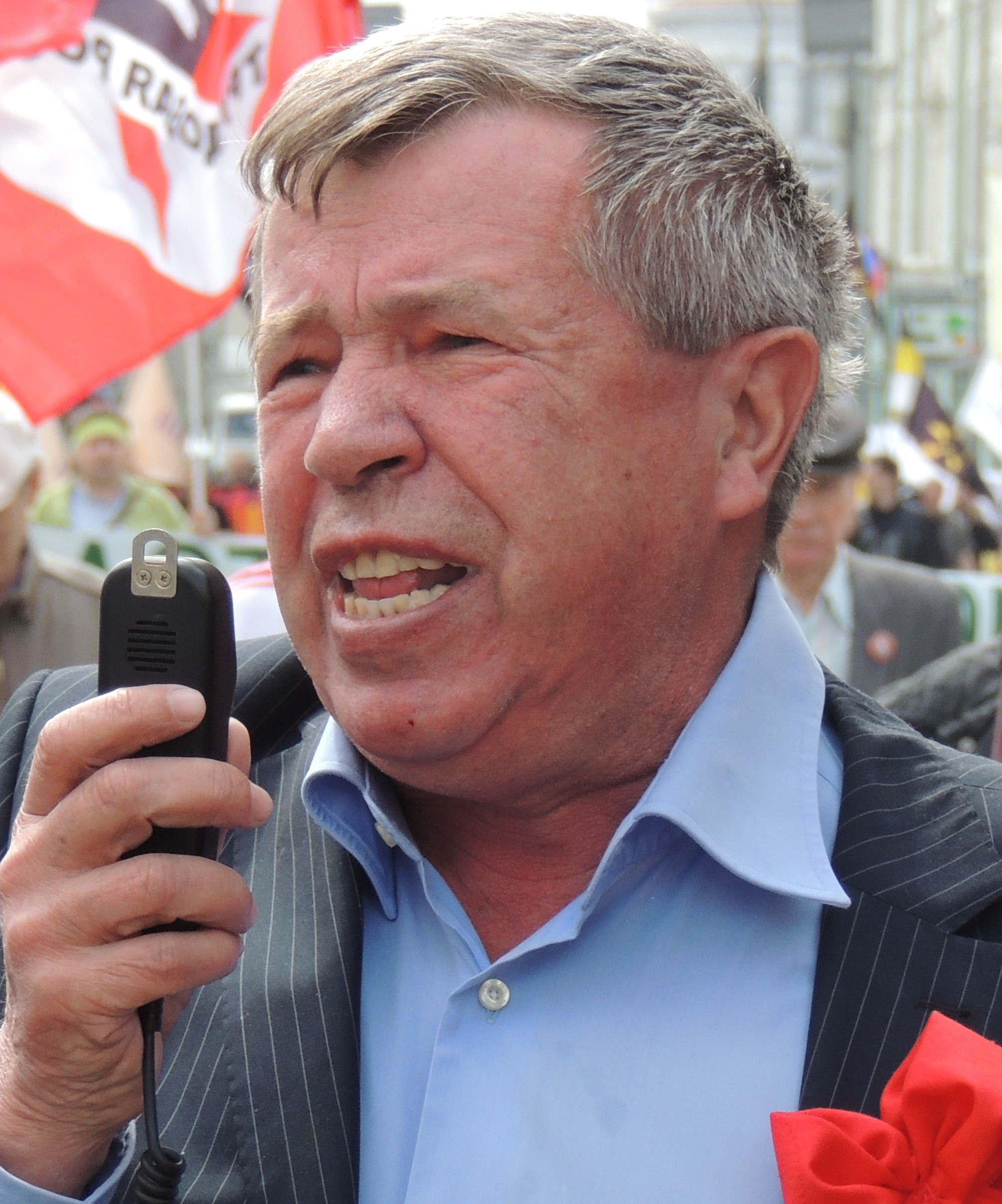
Виктор Анпилов

Присутствие в эфире Зюганова как кандидата от коммунистов в эфире федеральных телеканалов было сведено командой Ельцина к минимуму: по словам Сергея Зверева, на телевидении и до этого не было людей, кто хоть как-то мог симпатизировать коммунистам. Хотя никто не имел права ни лишить его эфира, ни снять с экрана его ролик, ни арестовать тираж листовок или газету, ни лишить права выдвижения кандидатов, ни арестовать его самого, команде Зюганова уделили всего 18 % эфирного времени, причём всё освещение деятельности КПРФ было исключительно негативным — протесты Зюганова в адрес ОРТ по поводу непредоставления эфирного времени или нарушения этических норм всячески отклонялись либо со ссылкой на то, что телеканалы не нарушают никакие законы, а просто освещают деятельность президента, либо по факту нарушения людьми Зюганова правил и сроков официальных запросов к телеканалу. По словам телекритика Ирины Петровской, причиной отсутствия Зюганова на телеэкранах была его недостаточная фотогеничность и слабая проработка предвыборных роликов, а Евгений Сучков отмечал, что КПРФ не уделила достаточного внимания созданию положительного образа Зюганова.
В итоге КПРФ решила сделать ставку на печатную прессу: в распоряжении коммунистов были 150 районных и три национальных газеты (тираж национальных — 9 млн экземпляров) — «Сельская жизнь», «Советская Россия» и «Правда»; значительную поддержку из не относившихся к прессе КПРФ изданий оказывала газета «Завтра». Прокоммунистическая пресса выпускала материалы, адресованные не только всем избирателям в целом, но и отдельным группам. Так, в послании к военным говорилось, что «правящий режим превратил армию и флот в разменную монету для политических игр», в то время как левая власть «прекратит войну в Чечне» и восстановит «былую мощь нашего государства». Эмоциональным было обращение к женщинам, тем, «кто не спит ночами, баюкая детей», — «политика входит в наш дом, лишает еды и лекарств, опустошает кошельки, убивает наших сыновей». КПРФ, не имевшая финансовых возможностей для телерекламы, использовала лишь бесплатные рекламные слоты для своих агитационных роликов, рассчитывая именно с помощью бумажной агитации повторить успех выборов 1995 года в Госдуме. Так, в листовках Пермского отделения КПРФ вполне мягко утверждалось о борьбе партии и Зюганова не за реставрацию тоталитарного режима, а за труд и против преступлений в экономической сфере, а также говорилось о выступлениях коммунистов за подлинные гражданские права, благополучие семьи, честь и достоинство России. Среди лозунгов, используемых на плакатах, был также «Молодёжь выбирает Зюганова».

### Информационная война с Ельциным
Сторонники Бориса Ельцина, контролировавшие большую часть СМИ, вели кампанию по демонизации Зюганова: в адрес его самого звучали обвинения если не в призыве к насильственному захвату власти, то как минимум в реставрации советской государственной системы и возвращении в прошлое со всеми его проблемами; в эфир выходили агитационные ролики, показывавшие голод, гражданскую войну, дефицит, нищету, разруху и политические репрессии как то, что ждёт Россию в случае прихода к власти коммунистов. Война велась против него и в печатной прессе: основу составляли публикации газеты «Не дай Бог!», в которой приводились не только самые мрачные и представленные в крайне искажённом виде последствия прихода к власти Зюганова, но и откровенные оскорбления в адрес Ельцина и сторонников демократических реформ, направленные якобы «подлинными сторонниками КПРФ» (зачастую в газете приводились материалы о деятельности Российской коммунистической рабочей партии, а не самой КПРФ), причём даже самые ярые сторонники свободы слова из демократического окружения, оказывавшие поддержку Ельцину, не осудили демонизацию Зюганова в СМИ. В выпусках передачи Николая Сванидзе «Зеркало» на РТР Зюганову приписывали намерения включить в правительство радикалов, а в программе Виктора Шендеровича «Куклы» на НТВ был показан сюжет «Воспоминания о будущем», негативно описывавший общество в 2000 году после победы Зюганова. Проельцинская газета «Известия» выпустила за три недели кампании 16 материалов, в которых не было ни следа объективной оценки Зюганова (по словам руководителя отдела экономики в газете «Известия» Михаила Бергера, ему пришлось не допустить к печати ряд материалов, которые могли навредить Ельцину).
Ответом на подобную политику «Известий», согласно наблюдателям Международного республиканского института, стали 56 материалов газеты «Правда», где Ельцина подвергали исключительно жёсткой критике. В листовках Костромского отделения КПРФ жёстко критиковалась деятельность Ельцина и говорилось о недовольстве со стороны шахтёров и учителей за задержку зарплат и со стороны военных за продолжение боевых действий в Чечне. Некоторые утверждали, что в заявлениях газет «Правда», «Советская Россия» и «Завтра» были не только недостоверные и клеветнические заявления, но и откровенные оскорбления в адрес Ельцина, и поэтому кампания по «очернению» Зюганова стала естественной реакцией со стороны предвыборного штаба Ельцина. Апофеоз этой информационной войны пришёлся на июнь 1996 года, когда в «Независимой газете» вышла анонимная статья о том, что КПРФ в случае поражения готовят создать вооружённые отряды для силового захвата власти: источниками служила информация, поступающая по неким оперативным каналам. Это было не первое заявление по поводу возможных провокаций, которые якобы может организовать КПРФ в случае, если почувствует угрозу поражения Зюганова на выборах. По утверждению Владимира Акимова, в те дни Ельцин попросил руководство ряда изданий начать печатать статьи в поддержку Александра Лебедя и опубликовать статью с целью очернения КПРФ, а в 1998 году главный редактор Виталий Третьяков заявил, что это потребовал от него сделать Анатолий Чубайс. Похожую публикацию выпустил журнал «Огонёк».
Определённую поддержку Зюганову в противостоянии с Ельциным оказывал и Президент Беларуси Александр Лукашенко, который руководствовался, однако, другими мотивами: по мнению газеты «КоммерсантЪ», начавшаяся в феврале 1996 года процедура подписания Союзного договора должна была привести к отсрочке президентских выборов в России. Лукашенко к моменту назначенной даты выборов в Союзном государстве имел бы настолько высокий рейтинг, что у Ельцина не было бы никаких шансов. Уже после выборов Лукашенко утверждал, что в случае его гипотетического участия во втором туре с Ельциным он бы набрал минимум 75 % голосов; Александр Лебедь, по словам Лукашенко, мог бы стать вице-президентом в новом государстве.

### Возможное сотрудничество
Согласно дневниковым заметкам сотрудника «Литературной газеты» Олега Мороза от 12 февраля, готовность сотрудничества с Зюгановым в случае его победы по ряду вопросов изъявили один из кандидатов в президенты Святослав Фёдоров, депутат Госдумы от «Яблока» Вячеслав Игрунов и мэр Москвы Юрий Лужков. Им же приводились утверждения, что даже чеченские сепаратисты готовы были вести переговоры с ним в качестве президента. 29 мая в прессе появились сообщения о том, что Зюганов, Александр Лебедь и Владимир Жириновский готовы заключить временный союз, который обеспечил бы его победу на президентских выборах в первом туре, а 10 июня некое информагентство сообщило о том, что политики от ЛДПР получат пять мест в коалиционном правительстве народного доверия. При сохранении союза в случае второго тура президентских выборов коммунисты могли бы рассчитывать на голоса от избирателей Жириновского.
По мнению Майкла Макфола, предвыборная кампания Зюганова стала первым с 1991 года случаем, когда в одной коалиции в канун выборов оказались и «красные» (коммунисты), и «коричневые» (националисты, в том числе радикальные). В целом Зюганов, с его точки зрения, мог считаться единым кандидатом от антиельцинской оппозиции.

## Первый тур
По мнению Дэвида Ремника, изложенному в статье 2014 года в газете The New Yorker, Ельцин настолько к моменту выборов разрушил свою репутацию, что победа Зюганова считалась предрешённой. По данным социологического опроса, проведённого в Татарстане за три недели до первого тура, Зюганову предсказывали победу в селе с результатом 38 %, отдавая второе место Ельцину с результатом в 29 %, даже несмотря на визит Ельцина в сёла Татарстана за неделю до первого тура. Предполагалось, что ключевыми голосами в поддержку Зюганова станут голоса пожилых людей и ветеранов. Министр иностранных дел Германии Клаус Кинкель, комментируя февральский визит Гельмута Коля в Москву отметил, что федеральное правительство Германии готово будет сотрудничать и работать с Зюгановым в случае его победы, но только если он будет придерживаться политики в России и дальше, хотя при этом Коль отказался встречаться с самим Зюгановым или кем-либо ещё из представителей оппозиции Ельцину.
В выборах приняли участие более 75,7 миллионов человек (69,81 % от числа всех избирателей). Ельцин набрал по итогам первого тура 35,28 % голосов (26,6 миллионов избирателей), заняв первое место, а Зюганов получил 32,03 % голосов (24,2 миллиона избирателей). Главной неожиданностью стало третье место Александра Лебедя, который получил поддержку 10,7 миллионов избирателей, что составило 14,52 %. Зюганов занял первое место в 43 регионах (абсолютное большинство в 9 регионах), где его поддержали преимущественно жители депрессивных сельских регионов Центральной России, Черноземья, Поволжья и некоторых республик Северного Кавказа — так называемого «красного пояса», куда входили преимущественно южная часть России, юг Сибири и юг Дальнего Востока и где были сильны позиции коммунистов.
По словам политолога Дмитрия Орешкина, в десяти крупнейших российских мегаполисах Зюганов набрал всего 18 % голосов против 52 % голосов у Ельцина. Позиции Зюганова и Ельцина были примерно равны в Татарстане (по 38 % голосов) и в Кабардино-Балкарии (39 % у Ельцина и 38 % у Зюганова), причём в Татарстане, по словам наблюдателей, имели место откровенные фальсификации в пользу Ельцина. В Северной Осетии была зафиксирована разгромно высокая победа Зюганова, набравшего около 63 % голосов против 19 % Ельцина, а максимальный процент голосов Зюганов получил в Дагестане (63,2 %), опередив Ельцина почти на 40 % голосов.
| Место                | Кандидаты                       | Голоса     | %      |
| -------------------- | ------------------------------- | ---------- | ------ |
| 1.                   | Ельцин, Борис Николаевич        | 26 665 495 | 35,28  |
| 2.                   | Зюганов, Геннадий Андреевич     | 24 211 686 | 32,03  |
| 3.                   | Лебедь, Александр Иванович      | 10 974 736 | 14,52  |
| 4.                   | Явлинский, Григорий Алексеевич  | 5 550 752  | 7,34   |
| 5.                   | Жириновский, Владимир Вольфович | 4 311 479  | 5,70   |
| 6.                   | Фёдоров, Святослав Николаевич   | 699 158    | 0,92   |
| 7.                   | Горбачёв, Михаил Сергеевич      | 386 069    | 0,51   |
| 8.                   | Шаккум, Мартин Люцианович       | 277 068    | 0,37   |
| 9.                   | Власов, Юрий Петрович           | 151 282    | 0,20   |
| 10.                  | Брынцалов, Владимир Алексеевич  | 123 065    | 0,16   |
| 11.                  | Тулеев, Аман Гумирович          | 308        | 0      |
| Против всех          | Против всех                     | 1 163 921  | 1,54   |
| Недействительны      | Недействительны                 | 1 072 120  | 1,43   |
| Всего (явка 69,81 %) | Всего (явка 69,81 %)            | 75 587 139 | 100,00 |

## Между турами
Второй тур был назначен на среду, 3 июля, которая была объявлена выходным днём — выбор среды был обоснован стремлением увеличить активность избирателей. На время выборов в Назрани было заключено перемирие между чеченскими сепаратистами и российскими федеральными войсками. 2 июля был объявлен «день тишины», в который агитация за любого из кандидатов полностью запрещалась. Вокруг Зюганова объединились сторонники коммунистов и ряд противников действующей власти. Решить исход президентской гонки могли голоса тех, кто поддержал в первом туре Александра Лебедя, набравшего почти 15 % голосов; также с высокой долей вероятности Ельцина могли поддержать те, кто в первом туре голосовал за антикоммунистически настроенных Явлинского и Жириновского.

### Переговоры с выбывшими кандидатами
Пока в стане Ельцина происходили скандалы с коробкой из-под ксерокса и инфарктом президента, Зюганов вёл переговоры с выбывшими кандидатами. Так, в первую очередь он обратился к Александру Лебедю и призвал его объединить с КПРФ усилия перед вторым туром выборов, рассчитывая «перетянуть» его голоса. Для этого он провёл с ним 19 июня переговоры, после которых заявил о намерениях включить Лебедя в состав своего правительства в случае победы с сохранением за последним поста секретаря Совета безопасности, а в Госдуме выразил надежду на поддержку как минимум двух третей от тех, кто голосовал за Лебедя; однако Лебедь в итоге своё решение о поддержке Ельцина так и не изменил. Зюганов пытался убедить Лебедя в том, что после победы Ельцин лишит его поста в Совете безопасности, однако Лебедь его предупреждения проигнорировал (и в итоге лишился своего поста через 4 месяца). Зюганов также провёл переговоры с Григорием Явлинским, отметив, что в программе последнего насчитывается достаточно много положительных вещей. С 22 по 23 июня состоялся IV съезд партии «Яблоко» в подмосковном Голицыне, на котором большинство делегатов всё же приняло решение голосовать против обоих кандидатов. Из 152 делегатов 87 выступили против обоих кандидатов, 63 — за Ельцина, но нашлись и два сторонника Зюганова: по словам представителей КПРФ, это можно было расценивать как успех, так как ещё несколько месяцев тому назад о его поддержке хоть кем-то из членов «Яблока» не могло быть и речи.
Переговоры с Владимиром Жириновским, занявшим 5-е место, оказались на грани провала в связи с тем, что Жириновский заявил об отказе от места в коалиционном правительстве в случае победы Зюганова на выборах. 24 июня Жириновский заявил, что до 1 июля обнародует мнение ЛДПР по поводу второго тура выборов, выразив желание проголосовать против обоих кандидатов, но отметил готовность выразить поддержку любому из кандидатов в случае, если они исключат из своих команд «одиозных деятелей». Зюганова Жириновский готов был поддержать в случае, если тот исключит из своей команды «левого радикала» Виктора Анпилова и «недееспособных» Анатолия Лукьянова и Николая Рыжкова, а Ельцина — в случае, если из команды действовавшего президента будут исключены такие «ультралибералы», как Анатолий Чубайс, Сергей Филатов и Сергей Шахрай. И только 28 июня Жириновский призвал избирателей не голосовать за Зюганова, который руководил КПРФ — «прямой наследницей КПСС». 29 июня, на следующий день Зюганов иронически прокомментировал заявление Жириновского, отметив, что после подобного заявления даже сторонники либерал-демократов готовы будут поддержать коммунистов, и у Ельцина тогда не останется никаких шансов на победу.

### Обвинения Зюганова в адрес СМИ

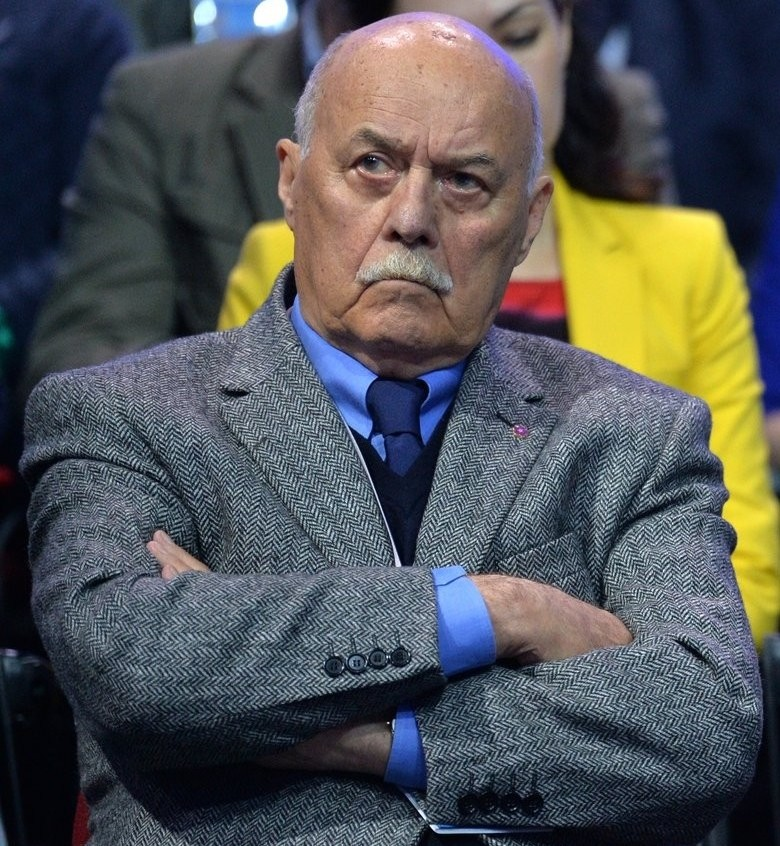
Станислав Говорухин

На Зюганова оказывали постоянное давление его противники: так, уже на следующий день после объявления итогов первого тура выборов у «Тверьуниверсалбанка», совет которого возглавлял Николай Рыжков, близкий к Зюганову, отобрали лицензию. 27 июня он обратился в ЦИК с просьбой рассмотреть законность использования Ельциным средств из транша МВФ для финансирования своей президентской кампании при том, что Ельцин обязался выплатить задолженности по зарплатам, пенсиям и пособиям; лидер коммунистов утверждал о недопустимости использования средств в подобных целях и настаивал на непризнании результатов Ельцина в первом туре, утверждая, что действующий глава государства поставил всех кандидатов в невыгодное положение.
Согласно генеральному продюсеру ОРТ Константину Эрнсту, перед вторым туром КПРФ приобрела эфирное время, чтобы показать вечером некий короткометражный фильм. О содержимом фильма шли споры: по одной из версий, Станислав Говорухин якобы собирался рассказать о мерах, которые ЦИК должен предпринять, чтобы не позволить Зюганову победить во втором туре. Сам Эрнст не верил в подобную возможность, но предполагал, что ролик мог повлиять на исход голосования. Чтобы свести к минимуму эффект от заявления режиссёра, он решил поставить в эфир после этого ролика картину Говорухина «Так жить нельзя», носившую явный антисоветский подтекст. По другой версии, Зюганов и Говорухин намеревались выступить в эфире с заявлением о том, что у Ельцина произошёл инфаркт и что он фактически не в состоянии управлять страной. Занимавший пост главы пресс-центра избирательного штаба Ельцина Вячеслав Никонов и вовсе заявлял, что Зюганов и Говорухин собирались в тот день объявить о смерти Ельцина: Зюганов в ответ утверждал, что о состоянии Ельцина прекрасно знал и ложных новостей о нём сообщать не собирался, а хотел лишь в эфире предупредить о возможностях электронной системы подсчёта голосов, которая может сфальсифицировать результаты выборов. По мнению Майкла Макфола, Зюганов хотел в эфире рассказать не только о проблемах Ельцина со здоровьем, но и о склонности последнего к алкоголизму.
По словам Эрнста, глава штаба Ельцина Анатолий Чубайс и первый заместитель председателя совета директоров ОРТ Борис Березовский потребовали от Эрнста не пускать в эфир коммунистов ни под каким предлогом. Вечером того дня, когда должен был состояться показ фильма, Зюганов, Говорухин и вице-спикер Думы от КПРФ Светлана Горячева поехали в «Останкино», пытаясь убедить Эрнста пустить их в эфир. Тот отказался это делать, ссылаясь на то, что КПРФ оплатила только 5 минут эфира из 10 (помощники Зюганова отрицали это), а в дальнейшем он утверждал, что Зюганов угрожал ему. Переубедить Эрнста не удалось, а чуть позже Зюганов, Говорухин и Горячева выступили на пресс-конференции, которую при этом также не показал ни один канал.
26 июня Зюганов открыто обвинил СМИ в разжигании социальной розни, а руководство ОРТ, РТР и НТВ — в подстрекании к гражданской войне и фактической поддержке исключительно действующего президента. В ответ руководство каналов заявило о попытке «неприкрытого грубого запугивания СМИ» со стороны Зюганова, который постоянно говорил о своей победе и намерениях администрации Ельцина с помощью фальсификаций не дать кандидату от коммунистов выиграть выборы. Касательно освещения Ельцина генеральный директор ОРТ Сергей Благоволин заявил, что поскольку Борис Ельцин является действующим президентом, то он присутствует на экране чаще оппонентов, а его действия всегда отражаются в информационном пространстве, поэтому обвинения Зюганова ни он, ни Игорь Малашенко с НТВ, ни Эдуард Сагалаев с ВГТРК не примут.
По словам некоторых членов предвыборного штаба Зюганова, после первого тура политическая активность их кандидата подозрительным образом снизилась. Александр Руцкой, Евгений Сучков и Сергей Бабурин предполагали, что в его адрес после первого тура начали поступать угрозы, которые могли претвориться в жизнь в случае, если Зюганов не откажется от намерений выиграть выборы.

## Второй тур
Второй тур прошёл 3 июля. Первые предварительные результаты были оглашены в 23:30, окончательные — 4 июля в 5:30 утра. Ельцин одержал победу, набрав 53,82 % голосов (40,2 млн.), а Зюганов — 40,31 %. Против обоих кандидатов проголосовали 3,6 миллиона россиян (4,82 %).
| Место                | Кандидаты                  | Голоса     | %      |
| -------------------- | -------------------------- | ---------- | ------ |
| 1.                   | Ельцин Борис Николаевич    | 40 402 349 | 53,82  |
| 2.                   | Зюганов Геннадий Андреевич | 30 104 589 | 40,31  |
| Против всех          | Против всех                | 3 603 760  | 4,82   |
| Недействительны      | Недействительны            | 780 405    | 1,05   |
| Всего (явка 68,88 %) | Всего (явка 68,88 %)       | 74 706 645 | 100,00 |

Зюганов занял первое место в 32 субъектах РФ, в том числе «красном поясе» — его поддержали Астраханская, Амурская, Белгородская, Брянская, Воронежская, Волгоградская, Кемеровская, Кировская, Костромская, Курганская, Курская, Липецкая, Новосибирская, Омская, Оренбургская, Орловская, Пензенская, Псковская, Рязанская, Саратовская, Смоленская, Тамбовская, Ульяновская и Читинская области; Ставропольский, Алтайский и Краснодарский края; республики Адыгея, Бурятия, Карачаево-Черкессия, Марий-Эл, Мордовия, Северная Осетия и Чувашия. В ряде регионов, где в первом туре наблюдалось примерное равенство между двумя кандидатами, Ельцин взял реванш во втором туре — в Кабардино-Балкарии он опередил его по голосам почти в два раза, а в Татарстане набрал 64 % голосов при 30 % за Зюганова. В ряде республик, где была зафиксирована победа Зюганова в первом туре, во втором туре он потерпел разгромное поражение. Его победа в регионах «красного пояса» характеризовалась политологами как пример «перевёрнутого голосования», когда результаты по регионам отличались от результатов по стране в целом. Максимальную поддержку он получил в Орловской области, Чувашии, Адыгее и Тамбовской области. В 2011 году Зюганов признал, что победу Ельцина во втором туре предрешили 14,52 % (около 10 млн.) голосов избирателей, поддержавших в первом туре Александра Лебедя, хотя он вплоть до дня второго тура пытался убедить Лебедя не поддерживать действовавшего президента.
Зюганов провёл весь день в Государственной думе, откуда его соратники периодически выходили, направляясь в офис «РАУ-корпорации» на улице Бахрушина, где был открыт пресс-центр команды кандидата от «народно-патриотического блока». Валентин Купцов, Александр Руцкой и Александр Шабанов в день голосования и во время подведения итогов выборов неоднократно выражали свои сомнения по поводу освещения кандидатов в СМИ и процедуры подсчёта голосов. После оглашения окончательных итогов Зюганов, несмотря на последовавшие в дальнейшем его заявления о возможных фальсификациях, признал своё поражение и поздравил Ельцина с победой.

## Реакция

### Субъективное освещение
Телекритики и журналисты отметили, что Зюганова на выборах освещали откровенно предвзято: по словам Ирины Петровской, его публичные выступления сопровождали кадрами «стада баранов» как сатиры на электорат коммунистов или изображением гориллы, которая становилась «Аполлоном Бельведерским» только после голосования за Ельцина; кадры с танцами «цыганочки» в исполнении Зюганова после посещения ночного клуба сопровождали едкими комментариями, умалчивая об аналогичных танцах Бориса Ельцина на концертах. Главный редактор «Независимой газеты» Виталий Третьяков также отмечал, что перед выборами вместо Зюганова стали показывать его радикального сторонника Виктора Анпилова в качестве «страшилки», чтобы полностью дискредитировать КПРФ и запугать электорат последствиями победы кандидата от коммунистов на выборах. Наконец, за пять дней до официального начала предвыборной кампании по телевидению показали антисоветские и антикоммунистические сюжеты, приуроченные ко Дню Победы.
Согласно данным анализа Европейского института средств массовой информации (European Media Institute), в выпусках информационных программ и сюжетах о выборах большая часть сюжетов была посвящена Ельцину (преимущественно позитивное освещение), на втором месте на всех каналах шёл Зюганов (преимущественно негативное освещение). По словам Дэвида Рэмника, в его адрес постоянно сыпались оскорбления и задавались провокационные вопросы, а также звучали абсурдные обвинения; аналогичные поступки и выходки Ельцина умалчивались. Ряд журналистов признался, что ими манипулировали и заставили участвовать в травле Зюганова, однако такие люди, как Игорь Свинаренко, Владимир Яковлев и Сергей Пархоменко утверждали, что осознанно его критиковали, опасаясь того, что в случае победы коммунисты разрушат демократическое общество, упразднят многопартийную систему и снова введут свою цензуру.

### Обвинения в фальсификации
Коммунисты неоднократно обвиняли штаб Ельцина в фальсификации результатов выборов: по словам депутата от КПРФ Валерия Рашкина, подобные инциденты были отмечены ещё в первом туре в Саратовской области, когда в протоколах, которые выдавались наблюдателям, и официальных протоколах фиксировалась определённая разница между подсчитанными голосами, однако в Саратовской области победу Зюганова удалось удержать. В день второго тура выборов в избирательном штабе Зюганова стали заявлять о массовой агитации на избирательных участках за Ельцина и о неточностях в списках избирателей, а 4 июля Зюганов открыто заявил, что успех Ельцина был достигнут «в результате грубых нарушений избирательного законодательства», «в условиях невиданного информационного устрашения» и «невиданной мобилизации государственных средств и возможностей». Подобные регионы, где в первом туре была поддержка Зюганова, а потом внезапно произошла смена политических предпочтений в пользу Ельцина, политолог Дмитрий Орешкин назвал «регионами-флюгерами».
10 июля Верховный суд России, спустя неделю после второго тура признал, что «неустановленными лицами» по результатам первого тура выборов были сфальсифицированы некоторые протоколы: в различных копиях одних и тех же протоколов пяти районов города Казань отличалось количество избирателей, голосовавших за нескольких кандидатов, а поставленные в них подписи членов избирательных комиссий существенно различались. По словам Зюганова, из-за этих махинаций он лишился 600 тысяч голосов в свою поддержку в Татарстане. Однако этот инцидент на исход выборов в целом не повлиял, а провести полную перепроверку протоколов по стране уже было невозможно. По мнению Джона Ловенхарта, на подобные несоответствия повлияли путаница федерального избирательного законодательства и законодательства Республики Татарстан (к тому же в один день проходили выборы и Президента РФ, и народных депутатов в Государственный Совет Республики Татарстан) и незаконные меры, предпринимаемые властями и избирательными комиссиями в отношении избирателей для обеспечения нужного результата (подобные инциденты имели место и на выборах президента Республики Татарстан 24 марта). Ловенхардт отмечал, что в Татарстане некоторые должностные лица шантажировали всех, кто голосовал за Рамиля Габдрахманова на выборах президента Республики или же за Зюганова на выборах Президента РФ, а некоторых глав районов и городов грозились уволить в случае, если на их участках выиграет Зюганов. По словам майора ВС РФ и журналиста Вячеслава Измайлова, от российских солдат, нёсших службу в Чечне, требовали обязательно проголосовать, чтобы они получили право уволиться и уехать домой, хотя их увольнение по закону должно было наступить не позже конца июня. Более того, число избирателей якобы было завышено при реальных 45 тысячах лиц, имеющих право голоса, а на самих участках фиксировались вбросы в поддержку не только Ельцина, но и Явлинского (при том, что он был против ведения боевых действий).
Оценки того, сколько голосов якобы могли быть приписаны Ельцину, варьируются в разных источниках. По словам Валентина Михайлова в книге «Особая зона: выборы в Татарстане», Ельцину приписали во втором туре от 800 до 900 тысяч голосов; по оценке Института открытой экономики, «нерегулярных голосов» было около 1,8 млн, а по оценке ряда сотрудников американского Агентства национальной безопасности, Ельцину могли приписать якобы до 8 миллионов голосов. По заявлению создателя аналитической группы «Меркатор» Дмитрия Орешкина, в четырёх регионах руководство действительно могло сфальсифицировать результаты выборов в пользу Ельцина: ими были Ингушетия, Калмыкия, Тува и Чечня, где лидерами были молодые реформаторы, чья карьера зависела от сохранения в Кремле власти реформаторов, однако электоральный вес этих территорий был небольшим по сравнению с Дагестаном, Татарстаном или Башкортостаном, поддерживавших Зюганова. В случае исключения «вброса» бюллетеней от регионального начальства Ельцин мог бы набрать, по мнению Орешкина, около 38-40 % голосов в первом туре (больше официальных результатов), но во втором туре набрал бы от 49 до 51 % голосов против официальных 54 %. Согласно заявлениям Александра Коржакова и Зюганова, избирательные бюллетени были уничтожены по указанию председателя ЦИК Николая Рябова через полгода после выборов, поэтому установить точное распределение голосов и выявить факты фальсификаций уже стало невозможным. Леонид Радзиховский отметил, что если бы бюллетени были уничтожены не в рамках закона (например, сожжены на следующий день после выборов), это послужило бы серьёзным поводом для возбуждения уголовного дела по факту фальсификации результатов выборов.
В целом, официальных доказательств о фальсификации якобы 10 млн голосов, которые составляли отрыв Ельцина от Зюганова, представлено не было, хотя результаты выборов позже стали поводом для различных анекдотов и острых шуток, а сам Зюганов в первые дни после выборов не раз припоминал журналистам влияние на результат голосования. По словам активиста движения «Выбор России» Вадима Желнина, заявления о фальсификации выборов опровергаются результатами исследования сотрудника Физического института Академии наук Александра Собянина, который разделил всех избирателей на три группы — «правых», сторонников демократических рыночных реформ и действующей власти (электорат Ельцина, Явлинского и Фёдорова); «протестный электорат», выступающих против власти и коммунистов (Жириновский и Лебедь) и «левых», сторонников коммунистов (Зюганов). В 1996 году, по мнению Собянина, заметного перераспределения голосов между группами не было, что говорит о несостоятельности теории о фальсификациях в пользу Ельцина. Владимир Милов полагает, что вся теория о фальсификации выборов в пользу Ельцина и «отобранных» голосах за Зюганова исходит из толкования доклада Павловского «Как, почему и зачем мы победили на выборах 1996 года. Наш подход к победе Бориса Ельцина».
Тем не менее, некоторые участники тех выборов продолжают придерживаться версии о фальсификации результатов. В 2016 году Григорий Явлинский заявил, что результаты Ельцина в первом туре были сфальсифицированы, хотя решающую роль в победе Ельцина сыграли не столько «неправильный» подсчёт бюллетеней, сколько абсолютно неравное положение всех кандидатов накануне выборов. Михаил Горбачёв в англоязычной книге «Новая Россия» (англ. The New Russia) 2017 года утверждал, что его собственный результат был специально занижен командой Ельцина, хотя признавал, что проиграл в первую очередь из-за неспособности объединить разных реформаторов против Ельцина. А по версии бывшего главы МВД Анатолия Куликова, при подсчёте голосов ЦИК просто присвоил результаты Зюганова Ельцину, а результаты Ельцина — Зюганову.

### «Зюганов испугался победы»
Газета «Известия» 21 мая заявила, что Зюганов собирается изменить тактику — умышленно проиграть президентские выборы, но при этом добиться создания коалиционного правительства, чтобы изменился политический курс страны. В статье утверждалось, что Зюганов, Геннадий Селезнёв и Анатолий Лукьянов призывали товарищей по партии якобы не голосовать за его кандидатуру и не ставить на карту всю репутацию КПРФ и все её достижения после разгона Верховного совета, а попытаться заключить компромисс с Ельциным и сформировать коалиционное правительство во главе с Зюгановым. Однако в 2000 году, когда шла предвыборная кампания накануне новых президентских выборов, заместитель председателя Госдумы Владимир Жириновский, вице-спикер Госдумы Любовь Слиска и ряд других политиков и экспертов стали утверждать, что Зюганов якобы по подсчётам выигрывал выборы в первом и даже втором турах, однако под мощным давлением извне отказался отстаивать свою победу, решившись добиваться непризнания результатов Ельцина только законными и публичными средствами и опасаясь гражданской войны. Считается, что по этой версии он специально уступил Ельцину во втором туре, потому что не хотел спровоцировать гражданскую войну или потому что полагал, что Ельцин найдёт способ не пустить Зюганова в Кремль даже в случае своего поражения. По словам политолога Аркадия Любарева, слухи об «испугавшемся победы» Зюганове запустил не Жириновский, а кто-то из будущих создателей «Единой России».
Много позже сам Зюганов опроверг все эти слухи: в 2006 году в интервью «Московским новостям» он заявил, что на выборах 1996 года он действительно потерпел поражение по итогам и первого, и второго туров, а уже во время последующей предвыборной кампании эти слухи стали распространять сначала «Жириновский и компания», а потом некоторые СМИ и лидеры движения «Единства», поддерживавшие в своё время Ельцина. Злонамеренное распространение подобных слухов велось с целью внушить избирателям, что если поддержанный ими кандидат от КПРФ побоялся отстоять свою победу в 1996 году, то за него нет смысла дальше голосовать. Тем не менее Зюганов заявил, что отказался от протестов и призывов к пересмотру результатов, поскольку боялся сталкивать регионы и развязывать очередную гражданскую войну: после поражения Зюганов решил выдвигать кандидатуры на выборах губернаторов. В 2013 году Зюганов в интервью Максиму Шевченко подтвердил это заявление; по словам Аркадия Любарева, комментировавшего это интервью, до 2000 года никто прежде не утверждал о победе Зюганова в первом туре, а факты массовых фальсификаций по итогам первого тура никто не предъявлял обществу, хотя во втором туре были действительно зафиксированы аномальные результаты в некоторых регионах. Утверждения о поражении Ельцина в первом туре, по мнению Любарева, были основаны только на личном мнении Максима Шевченко, которое просто неправильно истолковали. Согласно интервью Анатолия Куликова от 2016 года, Зюганов в личном разговоре с ним выражал опасения по поводу возможного раскола общества в случае организации протестов с требованиями провести перевыборы. Более того, он не мог быть уверенным до конца в том, что противники Ельцина выступят единым фронтом в поддержку самого Геннадия Андреевича, однако даже не предпринял попытку опротестовать итоги выборов в рамках правовых норм.
20 февраля 2012 года на встрече с представителями «несистемной оппозиции» президент Дмитрий Медведев сделал неожиданное заявление о выборах 1996 года, сказав буквально следующее: «Вряд ли у кого есть сомнения, кто победил на выборах президента 1996 года. Это не был Борис Николаевич Ельцин». Информацию об этом подтвердили 4 участника встречи — Сергей Бабурин, Сергей Удальцов, Борис Немцов и Владимир Рыжков. Позже анонимный источник из Кремля сообщил агентству РИА Новости, что «этого президент не говорил», а сказал, что «эти выборы нельзя назвать чистыми, многие отмечали, что они были с большими нарушениями». Коммунисты просили провести проверку Генпрокуратуру по данным высказываниям Медведева, но получили отказ с мотивировкой: «сведения не содержат достаточных данных о совершении кем-либо преступлений, предусмотренных ст. 142, 278 УК (фальсификация итогов голосования и насильственный захват власти)».